# This Business of Art
This Business of Art — второй студийный альбом канадской инди-рок группы Tegan and Sara, выпущенный в 2000 году. Первый альбом группы, записанный на лейбле Vapor Records, предыдущий (дебютный) студийный альбом Under Feet Like Ours был записан девушками самостоятельно. Пластинка была записана в студии Hawksleytown Studios и сведена на студии Umbrella Sound в Торонто.
Песня «My Number» вошла в саундтрек к фильму Сладкий ноябрь.

## Список композиций
| №                   | Название                 | Длительность |
| ------------------- | ------------------------ | ------------ |
| 1.                  | «The First» (T. Quin)    | 3:13         |
| 2.                  | «Proud» (S. Quin)        | 2:50         |
| 3.                  | «Frozen» (T. Quin)       | 2:44         |
| 4.                  | «Hype» (S. Quin)         | 3:29         |
| 5.                  | «My Number» (T. Quin)    | 4:11         |
| 6.                  | «All You Got» (S. Quin)  | 3:00         |
| 7.                  | «Freedom» (T. Quin)      | 2:42         |
| 8.                  | «Not with You» (S. Quin) | 3:33         |
| 9.                  | «More for Me» (T. Quin)  | 3:00         |
| 10.                 | «Come On» (S. Quin)      | 3:06         |
| 11.                 | «Superstar» (T. Quin)    | 3:42         |
| Общая длительность: | Общая длительность:      | 35:38        |

## Участники записи
- Tegan and Sara Quin — вокал, текст, музыка, гитара
- Hawksley Workman — ударные, бас-гитара, фортепиано, гитара, клавишные, гармоника, продюсирование
- Karl Mohr — ударные, клавишные
- Joao Carvello — микширование, мастеринг, дозапись
- Greg O’Shea — дозапись
- Greg Hall — дизайн альбома, фотоработы
- Ivan Otis — фотоработы